# 諾布利克 (肯塔基州凱西縣)
諾布利克（英語：Knob Lick）是位於美國肯塔基州凱西縣的一個鬼鎮。

## 地理
諾布利克所處的海拔為高於海平面412米（即1352英呎），而該地所採用的時區為UTC-5，即北美東部時區（EST）。同時該地設有夏令時間，為UTC-5調快一小時，即UTC-4（EDT）。